# Grant Haley
Grant Haley (Atlanta, 6 gennaio 1996) è un giocatore di football americano statunitense che milita nel ruolo di cornerback nella National Football League (NFL) e dal 2022 è free agent.

## Carriera

### New York Giants
Dopo non essere stato scelto nel Draft NFL 2018, Haley firmò con i New York Giants. Nel suo periodo con la franchigia giocò come cornerback e come safety. Fu svincolato il 1º settembre 2018 e rifirmò con la squadra di allenamento il giorno successivo. Il 16 ottobre 2018 fu promosso nel roster attivo. Nella sua prima stagione fu classificato dal sito Pro Football Focus come il quarto miglior cornerback rookie.
Il 5 settembre 2020 Haley fu svincolato dai Giants.

### New Orleans Saints
Il 19 settembre 2020, Haley firmò con la squadra di allenamento dei New Orleans Saints. Fu promosso nel roster attivo il 5 dicembre 2020, ma il suo contratto non fu approvato dalla NFL e il 9 dicembre tornò nella squadra di allenamento. Fu promosso nel roster attivo il 2 gennaio 2021 per la gara dell'ultimo turno contro i Carolina Panthers e tornò nella squadra di allenamento dopo la partita. In quella partita Haley fece registrare il suo primo intercetto su un passaggio di Teddy Bridgewater nella vittoria per 33–7. Il 18 gennaio 2021 firmò un nuovo contratto con i Saints.
Il 31 agosto 2021, Haley fu svincolato dai Saints.

### Los Angeles Rams
Il 20 ottobre 2021, Haley firmò con la squadra di allenamento dei Los Angeles Rams. Fu promosso nel roster attivo l'8 gennaio 2022. Il 13 febbraio 2022 scese in campo da subentrato nel Super Bowl LVI dove i Rams batterono i Cincinnati Bengals 23-20.

## Palmarès
- Super Bowl : 1

Los Angeles Rams: LVI
- National Football Conference Championship: 1

Los Angeles Rams: 2021